# Kevin Gameiro
Kevin Gameiro (Senlis, 9 mei 1987) is een voormalig Frans profvoetballer van Portugese afkomst die doorgaans als spits speelde. Hij speelde voor RC Strasbourg, FC Lorient, Paris Saint-Germain, Sevilla, Atlético Madrid en Valencia. Gameiro speelde tussen 2010 en 2017 als international voor het Frans voetbalelftal.

## Clubcarrière

### RC Strasbourg
Gameiro was geboren in Senlis, 35 kilometer ten noorden van Parijs. Zijn familie komt uit Portugal. Hij speelde in de jeugd voor ES Marly-la-Ville en US Chantilly, voor hij in 2004 op zeventienjarige leeftijd in de jeugdopleiding van RC Strasbourg terechtkwam. Hij begon daar in het reserveteam, dat uitkwam in de Championnat National 2, het vierde niveau van Frankrijk. Hij scoorde daar vier goals in twintig wedstrijden. 
Op 10 september 2005 maakte Gameiro zijn professionele debuut als invaller tegen Paris Saint-Germain. Op 14 december maakte hij in de UEFA Cup tegen Rode Ster Belgrado zijn Europese debuut. Hij viel bij een 2-0 achterstand, maar scoorde twee goals om een punt te redden voor zijn team. Daarmee eindigde Strasbourg als eerste in de poule. Op 7 januari 2006 scoorde Gameiro opnieuw tweemaal, dit keer in een 4-0 overwinning op AS Nancy in de derde ronde van de Coupe de France. Op 4 februari 2006 scoorde hij zijn eerste Ligue 1-goal tegen RC Lens. 
Door een tackle van Blaise Kouassi van Troyes, werd zijn seizoen drie weken later abrupt beëindigt. In de zes maanden dat hij moest revalideren, degradeerde Strasbourg naar de Ligue 2. Daar bungelde hij tussen basis en bank, maar scoorde wel zes keer in twintig wedstrijden en promoveerde met Strasbourg direct terug naar de Ligue 1. Hij was basisspeler in zijn derde seizoen bij Strasbourg en kwam tot 36 wedstrijden en zes goals, maar degradeerde opnieuw met Strasbourg.

### FC Lorient
Gameiro genoot ook de interesse van Olympique Marseille, maar tekende op 17 juni 2008 een vierjarig contract bij FC Lorient, dat drie miljoen euro overhad voor de spits. Hij kreeg rugnummer 9 en werd direct de eerste spits. Hij maakte zijn debuut op 9 augustus tegen Le Mans. Twee weken later scoorde hij tegen Valenciennes zijn eerste doelpunt voor de club. Hij beleefde een uitstekend debuutseizoen met dertien goals en tien assists in 39 wedstrijden. Bovendien haalde Lorient de gedeelde hoogste eindnotering ooit (tiende). 
Dit record verbrak Gameiro met Lorient het volgende seizoen, toen het zevende werd. Hij had daar zelf met zeventien goals en acht assists in de competitie een groot aandeel in. Hij eindigde slechts één goal achter competitietopscorer Mamadou Niang. Een jaar later eindigde hij met 22 competitiegoals opnieuw als tweede op de topscorerslijst, ditmaal achter Moussa Sow. Hoewel hij de interesse genoot van Valencia en Girondins de Bordeaux, eindigde hij ook zijn derde seizoen gewoon bij Lorient, waarvoor hij 120 wedstrijden goed was voor 56 goals en 23 assists. 

### Pari Saint-Germain
Op 12 juni 2011 tekende Gameiro voor vier seizoenen bij Paris Saint-Germain, dat 11 miljoen euro betaalde aan Lorient. Hij debuteerde in de eerste speelronde tegen uitgerekend Lorient, dat met 1-0 won. Een week later scoorde hij in een gelijkspel tegen Stade Rennais zijn eerste goal voor PSG. Op 16 oktober scoorde hij een hattrick tegen AC Ajaccio, de tweede uit zijn carrière. In de laatste twee maanden van het seizoen scoorde hij niet: hij eindigde op veertien goals in 45 wedstrijden. In de zomer van 2012 kreeg Gameiro concurrentie van Zlatan Ibrahimović, waardoor hij steeds vaker bankzitter was. Toch kwam hij tot negen goals. In totaal scoorde Gameiro 23 keer in 77 wedstrijden voor PSG.

### Sevilla
Op 25 juli 2013 tekende Gameiro voor tien miljoen euro bij Sevilla, dat hem een vijfjarig contract aanbood. In zijn eerste training liep hij een liesblessure, maar hij kon op 18 augustus als invaller tegen Atlético Madrid zijn debuut maken. Vier dagen later scoorde hij in de Europa League-kwalificatiewedstrijd tegen Śląsk Wrocław zijn eerste doelpunt. In het hoofdtoernooi van de Europa League kwam hij tot vijf goals in twaalf wedstrijden, mede waardoor Sevilla op 14 mei 2014 in de finale stond tegen Benfica, dat na strafschoppen verslagen werd. Gameiro scoorde de vierde en beslissende strafschop. In de Primera División scoorde hij vijftien keer in zijn debuutseizoen. Een jaar later stond Sevilla opnieuw in de finale van de Europa League, ditmaal tegen Dnipro Dnipropetrovsk. Gameiro viel in de 82'ste minuut in bij een 2-3 voorsprong en die werd niet meer uit handen gegeven. In alle competities was Gameiro dat seizoen goed voor zeventien goals en zes assists. 
Op 11 augustus 2015 scoorde Gameiro in de UEFA Super Cup tegen FC Barcelona, dat met 2-1 won. Op 24 oktober scoorde hij een hattrick in 5-0 overwinning op Getafe. Op 18 mei 2016 stond Sevilla voor de derde opeenvolgende editie in de finale van de Europa League, ditmaal tegen Liverpool. Slechts zeventien seconden na de start van de tweede helft scoorde Gameiro de 1-1, waarna Sevilla met 3-1 won en voor de derde achtereenvolgende keer de Europa League won. De Spaanse club was daarmee de eerste in de geschiedenis die dit toernooi drie keer achter elkaar won. Gameiro was een van zes spelers die in alle drie die jaren deel uitmaakte van de ploeg, samen met Daniel Carriço, Vicente Iborra, José Antonio Reyes, Vitolo en Coke. Dat seizoen kwam in alle competities tot 29 goals, het beste seizoen uit zijn carrière. In totaal kwam hij tot 67 goals en 17 assists in 145 wedstrijden voor Sevilla.

### Atlético Madrid
Op 30 juli 2016 tekende Gameiro voor vier seizoenen bij Atlético Madrid, dat inclusief bonussen 40 miljoen euro betaalde voor de Fransman. Hij debuteerde op 21 augustus met een doelpunt tegen Deportivo Alavés. Op 18 februari was hij tegen Sporting de Gijón goed voor de snelste La Liga-hattrick in ruim 22 jaar. Hij kwam in de 62'ste minuut in het veld en maakte vervolgens in minuut 80, 81 en 85 drie goals. In totaal scoorde Gameiro in zijn eerste seizoen voor Atlético zestien goals. 
Op 16 mei 2018 won hij met Atlético voor de vierde keer in zijn carrière de Europa League. Hoewel Gameiro op de bank zat, wonnen zijn ploeggenoten met 3-0 van Olympique de Marseille. Hij kwam dat seizoen, voornamelijk als invaller, tot elf goals. In totaal speelde Gameiro 82 wedstrijden voor Atlético (27 goals, elf assists).

### Valencia
Op 12 augustus 2018 tekende Gameiro voor een derde Spaanse club, ditmaal Valencia. Dat betaalde zestien miljoen euro voor hem. Hij debuteerde op 20 augustus tegen zijn vorige club Atlético. Op 29 september scoorde hij tegen Real Sociedad zijn eerste goal voor de club: het was de enige goal van de wedstrijd. Hij scoorde op 9 mei 2019 tweemaal in de halve finale van de Europa League tegen Arsenal, maar verloor met 4-2, waardoor hij geen vijfde keer finale haalde. Op 25 mei stond hij met Valencia in de finale van de Copa del Rey tegen FC Barcelona. Hij scoorde de openingsgoal en zag zijn team uiteindelijk met 1-2 winnen. In totaal speelde Gameiro drie seizoenen voor Valencia. Hij was daarin goed voor 24 goals en twaalf assists in 121 wedstrijden.

### Strasbourg
Op 18 juli 2021 keerde Gameiro, dertien jaar na zijn vertrek, terug bij RC Strasbourg. Op 14 augustus scoorde hij tegen zijn oude club Paris Saint-Germain zijn eerste goal sinds zijn rentree. In zijn eerste twee seizoenen haalde hij telkens dubbele cijfers in de Ligue 1. Zijn contract liep in de zomer van 2024 af bij Strasbourg, waar hij in twee periodes tot 43 goals en negen goals kwam in 170 wedstrijden. 
Op 16 maart 2025, na bijna een jaar zonder club, kondigde Gameiro zijn voetbalpensioen aan.

## Clubstatistieken
| Seizoen        | Club                | Competitie       | Competitie | Competitie | Beker | Beker | Internationaal | Internationaal | Totaal | Totaal |
| Seizoen        | Club                | Competitie       | Wed.       | Dlp.       | Wed.  | Dlp.  | Wed.           | Dlp.           | Wed.   | Dlp.   |
| -------------- | ------------------- | ---------------- | ---------- | ---------- | ----- | ----- | -------------- | -------------- | ------ | ------ |
| 2005/06        | RC Strasbourg       | Ligue 1          | 8          | 1          | 1     | 2     | 3              | 2              | 12     | 5      |
| 2006/07        | RC Strasbourg       | Ligue 2          | 16         | 3          | 4     | 3     | –              | –              | 20     | 6      |
| 2007/08        | RC Strasbourg       | Ligue 1          | 34         | 6          | 2     | 0     | –              | –              | 36     | 6      |
| 2008/09        | FC Lorient          | Ligue 1          | 37         | 11         | 2     | 2     | –              | –              | 39     | 13     |
| 2009/10        | FC Lorient          | Ligue 1          | 35         | 17         | 5     | 2     | –              | –              | 40     | 19     |
| 2010/11        | FC Lorient          | Ligue 1          | 36         | 22         | 5     | 2     | –              | –              | 41     | 24     |
| 2011/12        | Paris Saint-Germain | Ligue 1          | 34         | 11         | 4     | 2     | 7              | 1              | 45     | 14     |
| 2012/13        | Paris Saint-Germain | Ligue 1          | 25         | 8          | 4     | 1     | 3              | 0              | 32     | 9      |
| 2013/14        | Sevilla             | Primera División | 35         | 15         | 1     | 0     | 13             | 6              | 49     | 21     |
| 2014/15        | Sevilla             | Primera División | 26         | 8          | 6     | 5     | 12             | 4              | 44     | 17     |
| 2015/16        | Sevilla             | Primera División | 31         | 16         | 6     | 3     | 15             | 10             | 52     | 29     |
| 2016/17        | Atlético Madrid     | Primera División | 31         | 12         | 6     | 2     | 9              | 2              | 46     | 16     |
| 2017/18        | Atlético Madrid     | Primera División | 25         | 7          | 3     | 1     | 8              | 3              | 36     | 11     |
| 2018/19        | Valencia            | Primera División | 33         | 6          | 9     | 3     | 13             | 3              | 55     | 12     |
| 2019/20        | Valencia            | Primera División | 29         | 6          | 3     | 0     | 7              | 2              | 39     | 8      |
| 2020/21        | Valencia            | Primera División | 27         | 4          | 0     | 0     | –              | –              | 27     | 4      |
| 2021/22        | RC Strasbourg       | Ligue 1          | 35         | 11         | 2     | 0     | –              | –              | 37     | 11     |
| 2022/23        | RC Strasbourg       | Ligue 1          | 34         | 10         | 1     | 0     | –              | –              | 35     | 10     |
| 2023/24        | RC Strasbourg       | Ligue 1          | 27         | 4          | 3     | 1     | –              | –              | 27     | 5      |
| Carrièretotaal | Carrièretotaal      | Carrièretotaal   | 558        | 178        | 67    | 29    | 90             | 33             | 715    | 240    |

## Interlandcarrière
Gameiro speelde jeugdinterlands voor Frankrijk onder 18, onder 20 en onder 21. Bondscoach Laurent Blanc riep hem in augustus 2010 op voor het Frans voetbalelftal voor kwalificatiewedstrijden voor het EK 2012 tegen Bosnië en Wit-Rusland. Hij maakte zijn interlanddebuut tegen Wit-Rusland, waartegen hij na de rust inviel. Op 7 juni 2011 scoorde hij in een oefeninterland tegen Oekraïne zijn eerste doelpunt voor Frankrijk. Op 6 september maakte Gameiro na een afwezigheid van bijna vijf jaar weer zijn rentree als international tegen Wit-Rusland. Een maand later scoorde hij tweemaal tegen Bulgarije. 

## Erelijst
| Competitie          | Aantal              | Jaren                     |
| Paris Saint-Germain | Paris Saint-Germain | Paris Saint-Germain       |
| ------------------- | ------------------- | ------------------------- |
| Kampioen Ligue 1    | 1×                  | 2012/13                   |
| Sevilla             |                     |                           |
| UEFA Europa League  | 3×                  | 2013/14, 2014/15, 2015/16 |
| Atlético Madrid     |                     |                           |
| UEFA Europa League  | 1×                  | 2017/18                   |
| Valencia CF         |                     |                           |
| Copa del Rey        | 1×                  | 2018/19                   |